# Mustin (Mecklenburg)
Mustin is een gemeente in de Duitse deelstaat Mecklenburg-Voor-Pommeren, en maakt deel uit van het Landkreis Ludwigslust-Parchim.
Mustin telt 346 inwoners.